# Arsenura thomsoni
Arsenura thomsoni är en fjärilsart som beskrevs av William Schaus 1906. Arsenura thomsoni ingår i släktet Arsenura och familjen påfågelsspinnare. Inga underarter finns listade i Catalogue of Life.